# Ormen Långe (hus, Svappavaara)
För andra betydelser, se Ormen Långe (olika betydelser).
Ormen Långe är ett bostadshus i Svappavaara ritat av arkitekten Ralph Erskine. Huset byggdes 1965, och var från början 197 meter långt.

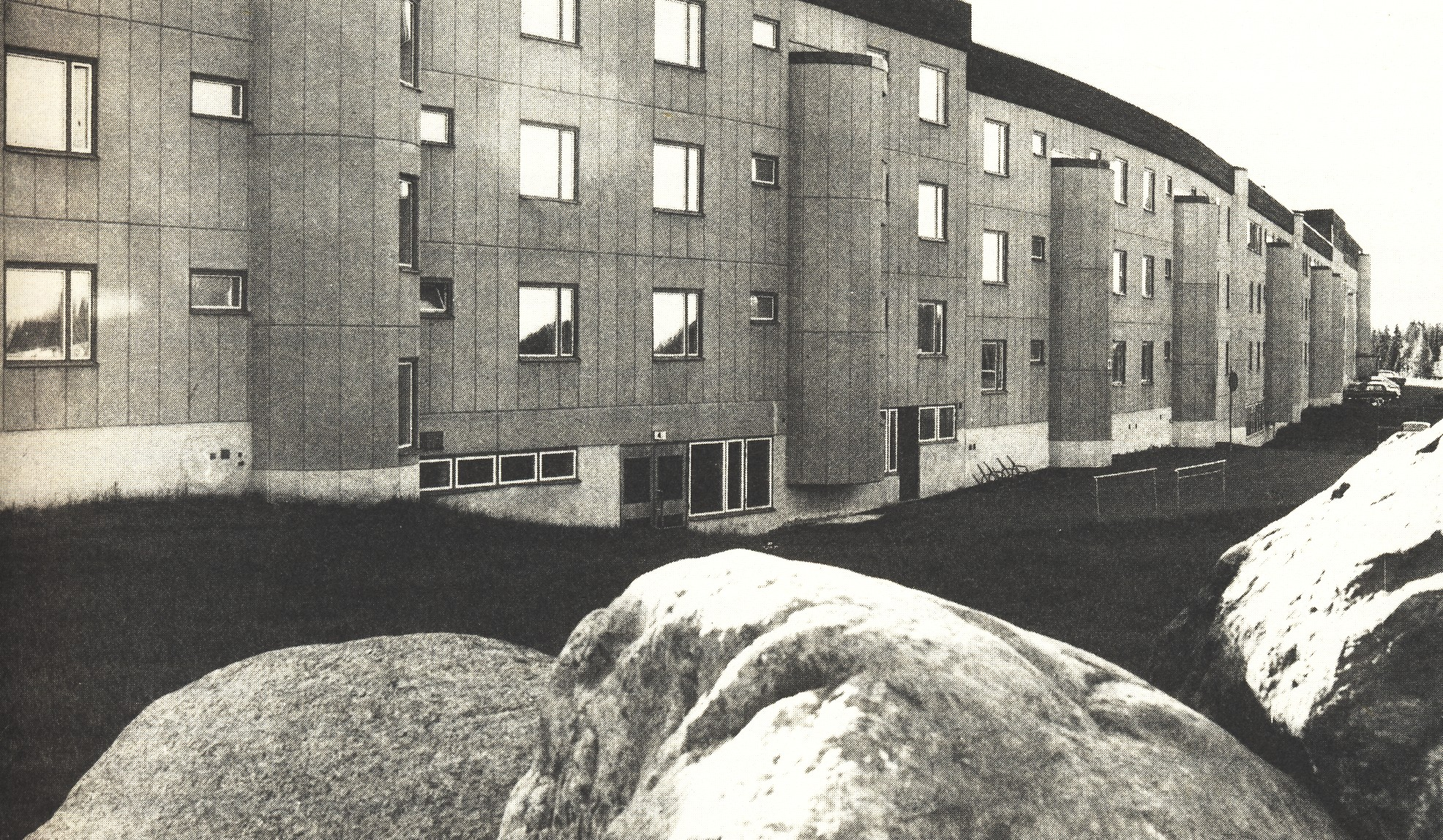
Ormen Långe mot norr, cirka 1966.

I Svappavaara ville Ralph Erskine förverkliga sina idéer och studier beträffande bostadsbygge i ett arktiskt klimat. I tävlingsförslaget från 1963 ritade han en bostadslänga som öppnar sig mot syd i en bågform, här fanns balkonger och stora fönster. Mot norr var anläggningen sluten som en skyddande barriär mot kalla vinterstormar. Den inre gatan utformades som en väderskyddad, solbelyst samlingsplats för gruvarbetare och verksledning. Övertäckta gator skulle förbinda serviceinrättningar såsom vårdcentral, butiker, skolor och busshållplatser.
Svappavaara skulle bli ett modellsamhälle för gruvarbetare och verksledningen och skulle fungera som ett experiment för framtida bostadsplanering i norra Sverige. Men hela projektet blev förändrat och urvattnat. Erskines förslag angående inomhusgatan blev förvanskat, inga färger, växter eller sittmöbler, bara rå betong. Allt som byggdes blev tre osammanhängande delar: ett avkapat bostadsblock, kallat Ormen långe för gruvarbetarna och en kompakt samling moderna, färgglada småhus som klättrade upp på en södersluttning för verksledningen. På grund av alla ändringar fungerade Svappavaara aldrig som det integrerade samhälle så som Erskine hade tänkt sig och de åtskilda bostadsområdena försvårade kommunikationen mellan arbetare och ledning. Detta angavs som en orsak till LKAB-konflikten 1969–1970.
Under hösten 2010 revs halva byggnaden, innan dess hade den delen stått kallställd i flera år och bland annat fått svåra mögelskador. Av byggnadens ursprungligen 88 lägenheter återstår 46. Ralph Erskines idé om en lång byggnad som utgör barriär mot nordanvinden kom att implementeras i det kanadensiska gruvsamhället Fermont.